# Evghenia Guțulová
Evghenia Guțulová (rozená Buiucliová, * 5. září 1986, gagauzsky Evgeniya Guțul) také psána jako Jevgenija Guculová (rusky Евгения Гуцул) nebo jako Eugenia Guțulová je moldavská právnička a politička gagauzského původu, která je od roku 2023 gagauzskou guvernérkou.
Jako guvernérka se snažila o bližší vztahy s Ruskem. Kvůli zákazu strany, které byla členem, působí jako nestraník.
Pro obvinění z kriminálních činů byla 25. března 2025 na letišti v Kišiněvu zatčena. V reakci na to Rusko požádalo prostřednictvím OBSE o její okamžité propuštění. V srpnu 2025 byla za nepřiznané financování strany Șora z ruských zdrojů odsouzena k sedmiletému vězení.

## Osobní život
Guțulová se narodila 5. září 1986 v gagauzské obci Etulia v Moldavské SSR.
Je vdaná a má dvě děti a jako své trvalé bydliště si nadále ponechává rodnou Etulii.

## Politická kariéra

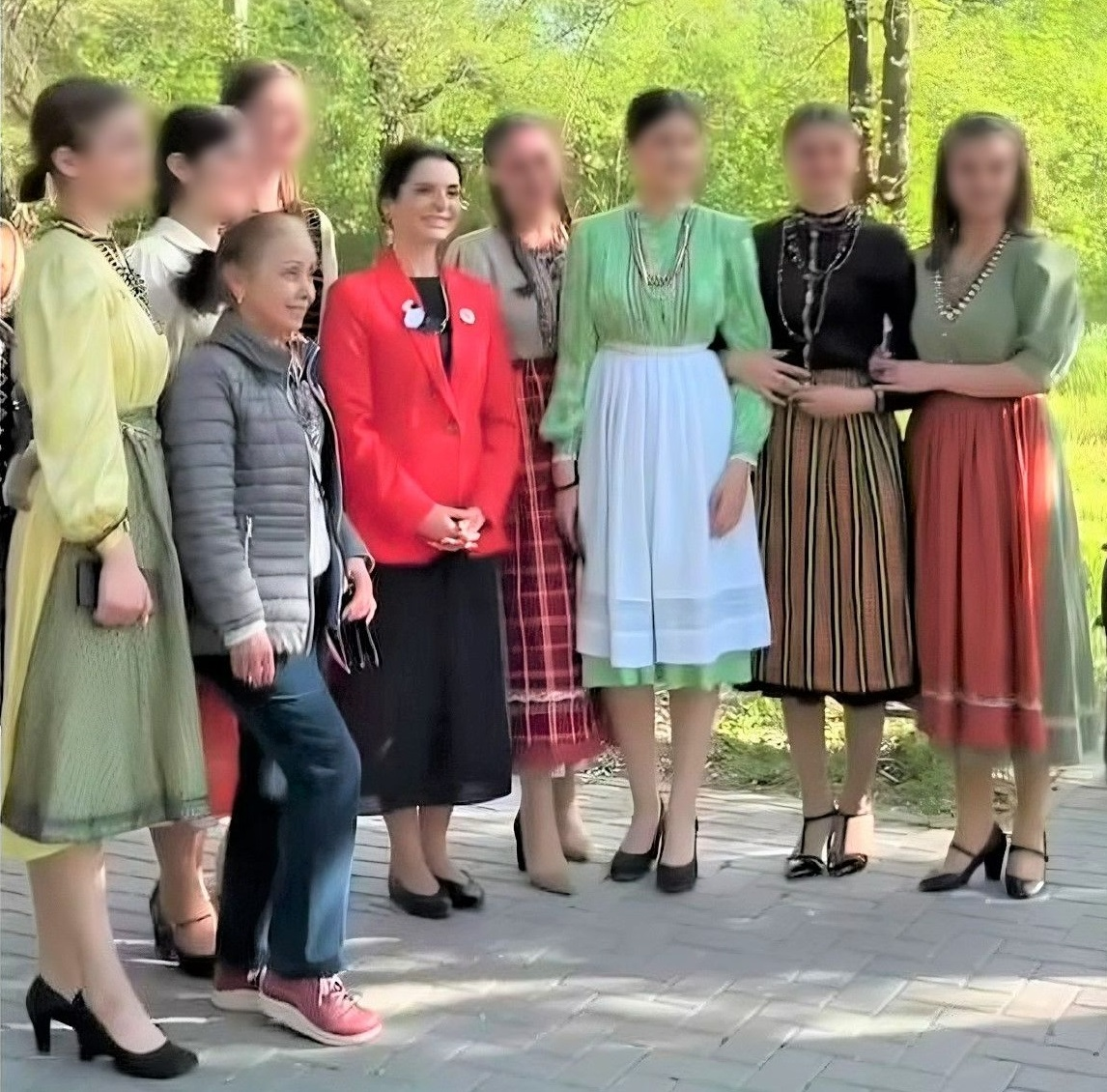
Evghenia Guțulová (v červeném saku) s náctiletými dívkami ze souboru tradičního gagauzského tance a jejich učitelkou

Guțulová postavila svou politickou kariéru na proruském aktivismu. 22. března 2023 byla navržena Stranou Șora jako kandidátka na gagauzskou guvernérku. Guțulová během předvolební kampaně slíbila, že pokud bude zvolena, postaví letiště v hodnotě 100 milionů eur, zvýší platy rozpočtovým pracovníkům o 30 %, postaví zábavní park a zařídí se další investice do infrastruktury, vzdělání a dalších sektorech ekonomiky. Někteří novináři označili řadu slibů za nereálné, protože podle jejich hodnocení je realizace takových projektů mimo pravomoci guvernéra.
Ve volbách guvernéra Gagauzska v roce 2023 vyhrála v prvním kole (konané 30. dubna) s podílem 26,47 % hlasů (14 890 hlasů) a postoupila do druhého kola. V druhém kole (které se konalo 14. května) Guțulová vyhrála nad nezávislým kandidátem Grigorim Uzunem podporovaný PSRM s podílem 52,39 % hlasů (27 376 hlasů). Ve svém vítězném projevu Guțulová potvrdila svůj záměr přiblížit oblast blíže k Rusku. Kvůli zákazu Strany Șora dne 19. června 2023 Ústavním soudem působila jako nestranická guvernérka.

### Guvernérka Gagauzska
19. července 2023 Guțulová převzala pozici guvernérky po Irině Vlahové.

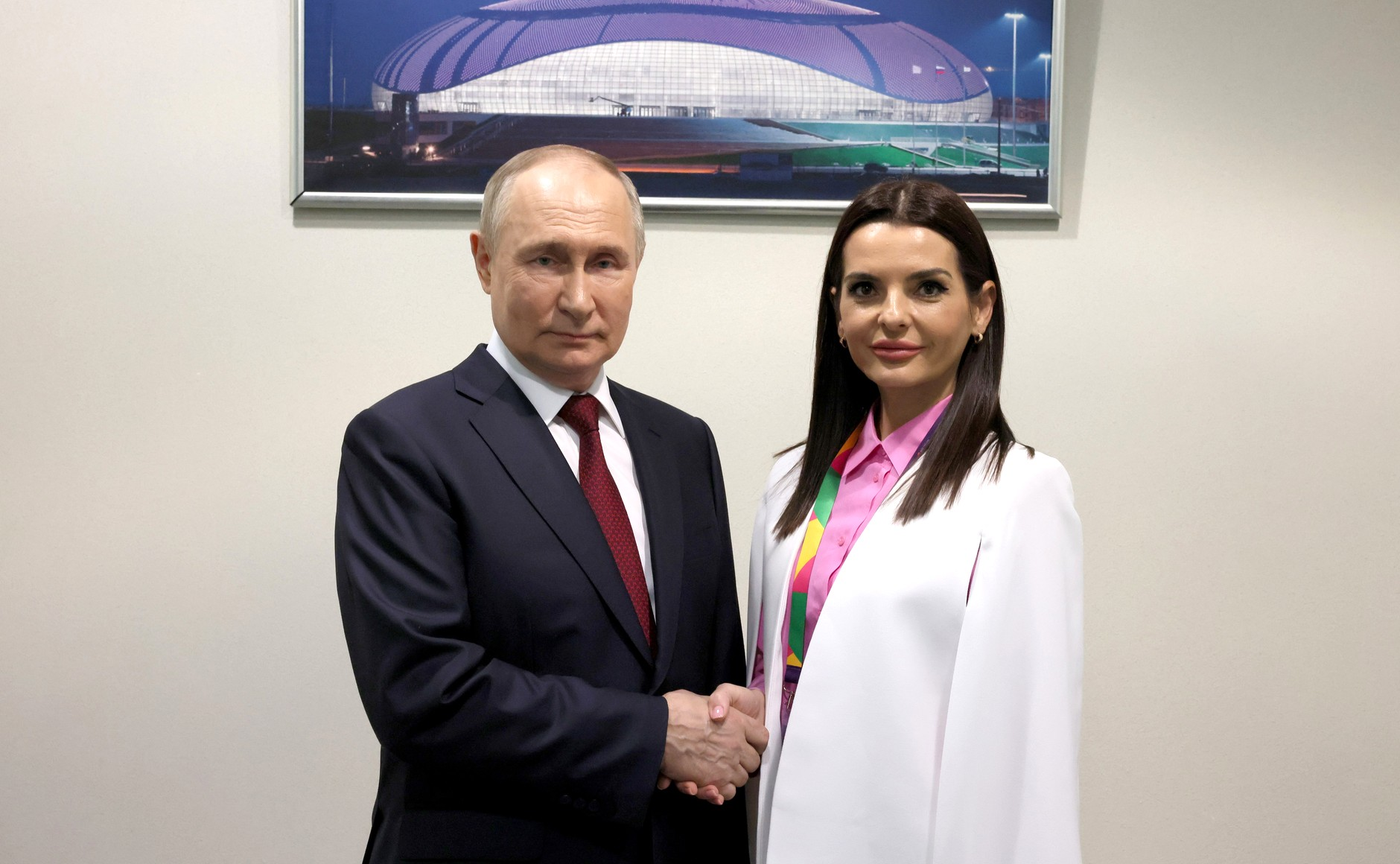
S Vladimirem Putinem v březnu 2024

1. března 2024 navštívila předsedkyni ruské Rady federace Valentinu Matvijenkovou v hlavním městě Ruska Moskvě. Během návštěvy prohlásila, že práva její oblasti jsou Moldavskem výrazně potlačována a že Gagauzsko „žádá Rusko o podporu“. 6. března ji v Soči přijal prezident Vladimir Putin.
Dne 5. dubna 2025 byla Guțulová v souvislosti s trestním stíháním fakticky zbavena možnosti vykonávat funkci guvernérky a vedení autonomní oblasti převzal její první zástupce Ilja Uzun, který se stal dočasným vykonavatelem pravomocí guvernéra.
Dne 5. srpna 2025 byl Guțulové soudem v sektoru Buiucani v Kišiněvě vynesen odsuzující rozsudek za nezákonné financování politických stran a volebních kampaní a byla odsouzena k sedmi letům vězení. V důsledku rozsudku byly její pravomoci guvernérky oficiálně ukončeny. Proti rozsudku protestovali před soudní síní místní podporovatelé Ruska a proti jejímu odsouzení protestovalo i Rusko samotné.